# Ina-Seidel-Schule (Braunschweig)
Die Ina-Seidel-Schule (ISS) war von 1957 bis 1990 ein städtisches Gymnasium in Braunschweig.

## Geschichte
Die nach der Dichterin Ina Seidel benannte Schule ging 1957 als Teilung aus der Oberschule für Mädchen Kleine Burg hervor. Die Schülerzahlen stiegen zunächst bis 1973 auf über 900, gingen danach aber wie bei vielen Gymnasien nach der Einführung der Orientierungsstufen und der vermehrten Gründung von Gesamtschulen in Braunschweig stark zurück.
Als sich in den 1980er Jahren abzeichnete, dass die Anmeldezahlen der Schule auf Dauer nur noch einen höchstens dreizügigen Betrieb erlauben, beschloss der Rat der Stadt Braunschweig am 5. Mai 1987 die stufenweise Abwicklung, die 1990 abgeschlossen wurde. Der Schließung ging eine kontroverse öffentliche Debatte voraus. Über 1700 Schüler legten hier ihr Abitur ab.
Die Gebäude werden seit 1990 von den Berufsbildenden Schulen III (seit 2005 Otto-Bennemann-Schule, Berufsbildende Schulen Wirtschaft und Verwaltung (BBS III)) als Außenstelle Blasiusstraße genutzt.

## Pädagogisches Profil
Die Schule wurde als neusprachliches Mädchengymnasium gegründet. 1970 wurde sie um ein naturwissenschaftliches Profil erweitert und 1971 wurde die Koedukation eingeführt.

## Gebäude
Das Schulhaus besteht aus einem L-förmigen Gebäude mit zwei Stockwerken. Der Kopfbau ist vierstöckig und enthielt auf jedem Stockwerk Fachräume für (von unten) Biologie, Chemie, Physik und Musik (im obersten Stockwerk befand sich daher auch ein Konzertflügel), sowie eine Bibliothek. Südlich befindet sich eine eigene Schwimm- und eine Turnhalle.

## Bekannte Personen
- Leyla Onur (* 1945), Lehrerin, Schulleiterin, Politikerin
- Klaus-Dieter Bieler (* 1949), Leichtathlet und Lehrer
- Gabriele Fischer (* 1954), Schauspielerin
- Nina Ruge (* 1956), Fernsehmoderatorin und Journalistin